# Arena Ludwigsburg
A Arena Ludwigsburg, também conhecida como MHPArena, é um pavilhão coberto localizado na cidade de Ludwigsburgo, Estado de Baden-Württemberg, Alemanha. O recinto possui capacidade para 4.124 espectadores. A construção foi erguida onde havia uma fábrica da Nestlé na Schwieberdinger Straße e inaugurada em 1 de outubro de 2009 com show da banda alemã Scorpions e a Orquestra Ludwigsburger Schlossfestspiele.

## Construção e nomeação
A construção foi uma Parceria público-privada em que o total para a construção foi de 21 milhões de euros, sendo que a Cidade de Ludwigsburgo participou com 15 milhões de euros e o restante arrematados pelo Grupo BAM Deutschland AG.
O pavilhão possui comprimento de 70 metros por 65 metros de largura, dos quais na fase de construção, entre setembro de 2007 e setembro de 2009 foram utilizados 1.900 toneladas de aço reforçado e 15.000 m3 de concreto. Após três anos em busca por um contrato de naming rights, a cidade e a empresa Mieschke Hofmann und Partner (MHP), que é uma companhia subsidiária do grupo Porsche chegaram a um acordo em 29 de agosto de 2012 e em 18 de setembro apresentaram o nome MHP Arena
A Arena Ludwigsburg é usada primordialmente para sediar jogos de Basquetebol, sendo que dessa forma abriga as partidas como mandante da equipe do MHP Riesen Ludwigsburg substituindo assim a antiga Rundsporthalle Ludwigsburg.  Na arena também joga a equipe de Handebol SG BBM Bietigheim.